# Indios de San Francisco de Macorís
O Indios de San Francisco de Macorís é um clube profissional de basquetebol situada na cidade de San Francisco de Macorís, Duarte, República Dominicana que disputa atualmente a LNB. Manda seus jogos no Polideportivo Mario Ortega.

## Títulos

### Liga Nacional de Baloncesto
- - Campeão (1x):2013
  - Finalista (1x):2012